# 格利澤367
格利澤367（GJ 367）是在船帆座，距離地球31光年（9.5秒差距） 的一顆紅矮星。它被懷疑是一顆振幅為0.012星等、週期為5.16年的變星。2015年的一項恒星多樣性調查未能發現格利澤367的任何恒星伴星。

## 行星系
2019年2月至3月，凌日系外行星巡天衛星（Transiting Exoplanet Survey Satellite，TESS）對格利澤367進行了觀測，並將其指定為感興趣的天體，並且在2021年1月，儘管確定性很低，但額外的徑向速度資料表明存在一顆軌道週期很短的行星。2021年12月，這顆行星的存在得到了地面和衛星的凌日光度法測光數據的證實。
格利澤367b只需7.7小時就可以繞其恒星運行一周，這是所有行星中最短軌道的一顆行星。由於軌道非常接近母恆星，這顆系外行星受到的輻射是地球從太陽接收到的輻射的500多倍。GJ 367b上的日間溫度約為1,500 °C（1,770 K；2,730 °F）。由於軌道非常靠近母恆星，它很可能被潮汐鎖定。由於極端的溫度，格利澤367b的生命迹象會隨著大氣一起蒸發掉。GJ 367b的核心可能由鐵和鎳組成，使其核心類似於水星的核心。GJ 367b的核心密度極高，構成了該行星的大部分質量。
截至2021年，格利澤367b是距離太陽系10秒差距以內已知體積最小、質量最小的系外行星。
| 成員 (依恆星距離) | 质量             | 半長軸 (AU)     | 轨道周期 (天)               | 離心率 | 傾角          | 半径             |
| ----------------- | ---------------- | --------------- | --------------------------- | ------ | ------------- | ---------------- |
| b                 | 0.546+0.078 − M⊕ | 0.0071+0.0002 − | 0.321962+0.000010 −0.000012 | 0      | 80.75+0.64 −° | 0.718+0.054 − R⊕ |